# José Salguero
José Antonio Salguero García más conocido como Salguero, (Fuente de Piedra, Málaga, 25 de enero de 1960) es un exfutbolista español que actuaba en la posición de defensa.
Debutó en 1.ª División el 25 de noviembre de 1979 en el Estadio de La Rosaleda en partido que enfrentó al C.D. Málaga y al Real Zaragoza, siendo entrenador el argentino Sebastián Humberto Viberti. Ese día además Salgado marcaría su primer gol en 1.ª División.
Actualmente es abogado y propietario de M.A.G. y Asociados Legales y Tributarios, asesoría fiscal, laboral y subvenciones para empresas.
En el transcurso de su carrera disputó 567 partidos oficiales en los que anotó 41 gales ( 278 partidos y 21 goles en 1.ª División)
Fue internacional con la selección española sub-21 en 7 ocasiones.

## Clubes
| Club         | País   | Año       |
| ------------ | ------ | --------- |
| CA Malagueño | España | 1977-1978 |
| CD Málaga    | España | 1978-1980 |
| Castilla CF  | España | 1980-1982 |
| Real Madrid  | España | 1981-1987 |
| Sevilla FC   | España | 1987-1992 |
| CP Mérida    | España | 1992-1995 |

## Títulos

### Campeonatos nacionales
- 2 Ligas (1985-86 1986-87)
- 1 Copa del Rey (1981-82)
- 1 Copa de la Liga (1984-85)

### Campeonatos internacionales
- 2 Copas de la UEFA (1984-85 1985-86)